# 东密歇根大学
东密歇根大学（Eastern Michigan University，简称EMU）是美国密歇根州的一间公立大学，成立于1849年，是密歇根州第二古老的公立学校。最初為密西根州立师范學校，在20世纪初成为了美国第一所能提供4年制本科学位的师范學校。1959年增加研究生院并改为现名，成为了综合性的研究型大学。1970年该校和英国的华威大学成为合作院校。

## 校园
该校的橄榄球队征战Div-I AA级别（第二级）的联赛，但它们拥有一座很有特色的雷尼尔森体育场作为主场，是非顶级联赛里最先进的体育场之一。该校主校园位于底特律大市区的卫星城伊普斯兰提，距离底特律国际机场有25分钟车程，距离安娜堡只有不到10公里，因此东密歇根大学和密歇根大学也算是同城的邻居。该校的校园被称为大学公园（University Park），和整个伊普斯兰提及安娜堡一样以树木茂盛著称。校园内湖泊溪流遍地，景色优美，拥有120座建筑物。主校园和沃什特瑙郡社区学院的校园以及密歇根大学所属的湿地和科技园几乎连成一片。除了主校区以外，该校还在底特律、大急流城、利沃尼亚、特拉维斯、杰克逊、布莱顿等地设有分校。

## 学院
东密歇根大学设有以下学院：
- 教育学院
- 文理学院
- 商学院
- 健康和人类发展学院
- 科技学院
- 研究生院
- 荣誉学院

## 文化和体育
该校最初的昵称和球队名是“休伦人”（Hurons），是为纪念曾经生活在流过校园北侧的休伦河畔的一个印第安部落。1988年，密歇根州新增一项立法，建议各大院校不要使用和印第安人有关的昵称，因此东密歇根大学将昵称改为了老鹰。可是他们的宿敌中密歇根大学坚持使用“齐佩瓦人”这个昵称至今。
东密歇根大学拥有21支不同项目的校队，而它们和西部的斯坦福大学并列，是曾经在同一年里获得NCAA全国冠军最多的美国大学。1970年它们获得了6项冠军，虽然只有摔跤这一项是第一级别的全国冠军，其它都是低级别的，但这也是一项列入历史记录的成就。